# De tuinman en de dood
De tuinman en de dood is een kort gedicht van Pieter Nicolaas van Eyck (1887-1954). Het werd voor het eerst gepubliceerd in 1926.

## Samenvatting
Een Perzisch edelman vertelt dat zijn tuinman die ochtend tijdens het werk de Dood heeft ontmoet en op het paard van zijn meester naar Ispahaan is gevlucht. Een paar uur later ontmoet de edelman zelf de Dood en die vertelt hem dat hij verbaasd was geweest dat de tuinman daar aan het werk was, want hij had de opdracht de tuinman 's avonds te gaan halen in Ispahaan.
De moraal is duidelijk: men kan aan de dood niet ontkomen.

## Wortels
De oudste versie van het verhaal is de Babylonische Talmoed, waarin koning Salomo een gesprek heeft met de Engel des Doods, die twee van Salomo's klerken zegt te komen halen. Salomo, die in de joodse traditie al eerder een reputatie had verworven als magiër, beveelt daarop enkele geesten om het tweetal in veiligheid te brengen in het land Luz. De volgende dag komt de Dood Salomo lachend tegemoet, omdat de koning zijn dienaren heeft gezonden naar de plaats waar de Engel des Doods ze moest afhalen.

## Varianten
Varianten op dit verhaal duiken in de middeleeuwen op in allerlei teksten, geschreven door islamitische soefi's, zoals de negende-eeuwse schrijver Fudail ibn Ayad en - vooral - bij de grote schrijver Roemi (1207-1273). Deze versie, te vinden in zijn Masnavi-i Ma'navi, is de beroemdste: Roemi vertelt hoe Sulayman (koning Salomo) in zijn paleis (in Jeruzalem) een dienaar ontvangt die zegt de doodsdemon Azraël te hebben ontmoet, vraagt te mogen vluchten en op weg gaat naar India, waarna Sulayman van Azraël verneemt dat hij diens dienaar in India moest halen.
Roemi's verhaal behoort tot de bekendste vertellingen in het Midden-Oosten. Verschillende versies zijn opgenomen in Duizend-en-een-nacht. Een moderne variant is te vinden in het stripverhaal Persepolis van Marjane Satrapi.

### Franstalige versie en plagiaat door Van Eyck
Het verhaal is in Europa geïntroduceerd door de Franse schrijver en filmmaker Jean Cocteau, in diens roman Le grand écart, die drie jaar vóór Van Eycks gedicht werd gepubliceerd. 
Citaat:
Un jeune jardinier persan dit à son prince:
—J'ai rencontré la mort ce matin. Elle m'a fait un geste de menace. Sauve-moi. Je voudrais être, par miracle, à Ispahan ce soir.
Le bon prince prête ses chevaux. L'après-midi, ce prince rencontre la mort.
—Pourquoi, lui demande-t-il, avez-vous fait ce matin, à notre jardinier, un geste de menace?
—Je n'ai pas fait un geste de menace, répond-elle, mais un geste de surprise. Car je le voyais loin d'Ispahan ce matin et je dois le prendre à Ispahan ce soir.
Het gedicht van Van Eyck komt in details hiermee overeen, inclusief het beroep van de vluchteling en zijn bestemming, zodat het wel vaststaat dat Van Eyck de versie van Cocteau kende. Van Eyck heeft plagiaat gepleegd of zich zonder bronvermelding door de Fransman laten inspireren.
De auteur Herman Franke behandelde deze kwestie in het boek De tuinman en de dood van Diana (1999).

## Andere versies
Roemi's verhaal kreeg in de jaren dertig vrij algemene bekendheid. William Somerset Maugham haalt het bijvoorbeeld aan in Sheppey (1933). Het bleef populair; Jeffrey Archer citeert het in To Cut a Long Story Short (2000). 
De Nederlandse variant, De tuinman en de dood dus, was bekend genoeg om enige malen te worden geparodieerd. Van deze versies werd P. de Weerds De schaatsenrijder en de dooi populair. Deze parodie werd geschreven na de Elfstedentocht van 1985 die bij dooi werd verreden. Een schaatser hoopt dat hij Bartlehiem nog zal bereiken, maar de stempelaar hoort dat de dooi van plan was hem in Bartlehiem ten val te brengen.